# 角巴东主
角巴东主（1949年—），男，藏族，青海共和人，中国作家，中國共產黨黨員。

## 生平
1981年毕业于青海民族学院藏语系。历任共和县教育部门干部，共和县副县长，青海省文联副主席，青海省《格萨尔》研究所所长，研究员。1997年加入中国作家协会。2007年出版收錄眾多藏棋的《藏族民間棋藝》。

## 社会兼职
青海省第九届政协委员，中国少数民族作家学会常务理事。

## 荣誉
2004年被授予全国中青年德艺双馨文艺工作者称号，享受政府特殊津贴。

## 著作
- 《雪山情》
- 《爱的泪》
- 《藏族哲理诗》
- 《黑鹰三兄弟》
- 《神奇的格萨尔艺人》
- 《格萨尔风物遗迹传说》
- 《格萨尔新探》
- 《藏族民間棋藝》